# 第9落下傘強襲連隊
第9落下傘強襲連隊「コル・モスキン」（イタリア語: 9° Reggimento d'Assalto Paracadutisti "Col Moschin"）は、イタリア陸軍の特殊部隊である。

## 概要

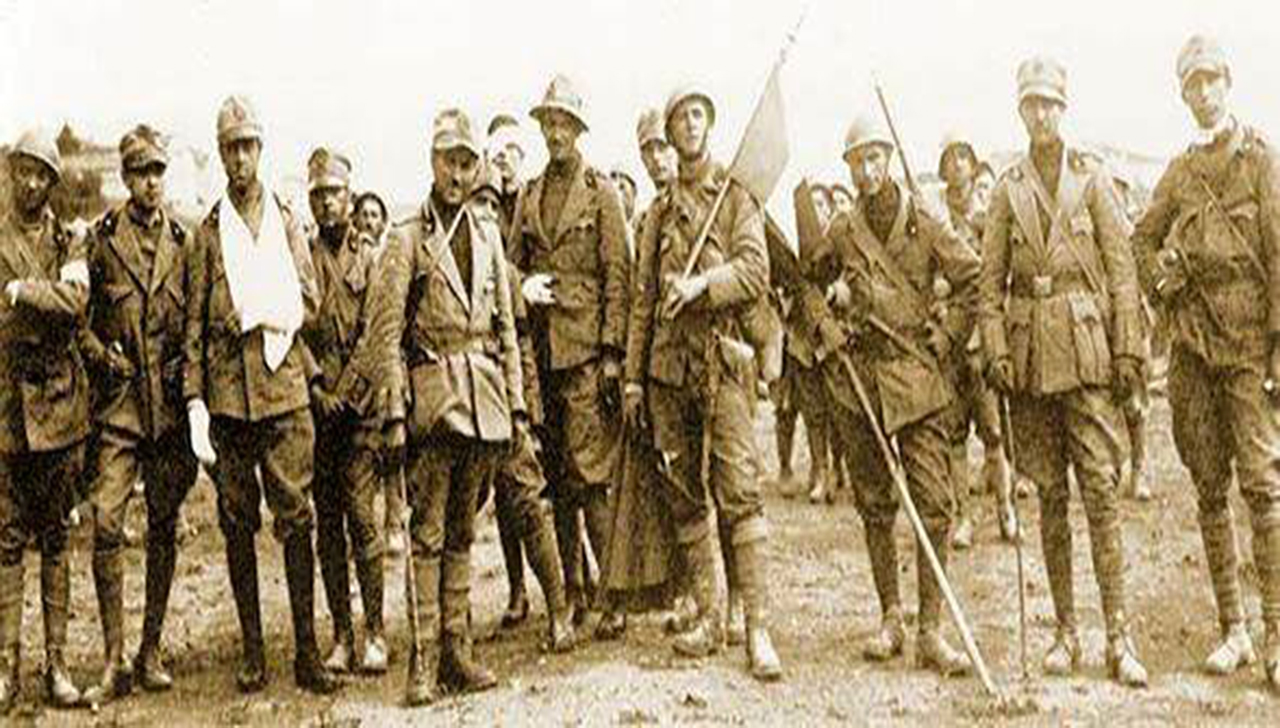
モスキン峠で撮影された第9突撃隊の兵士ら（1918年）

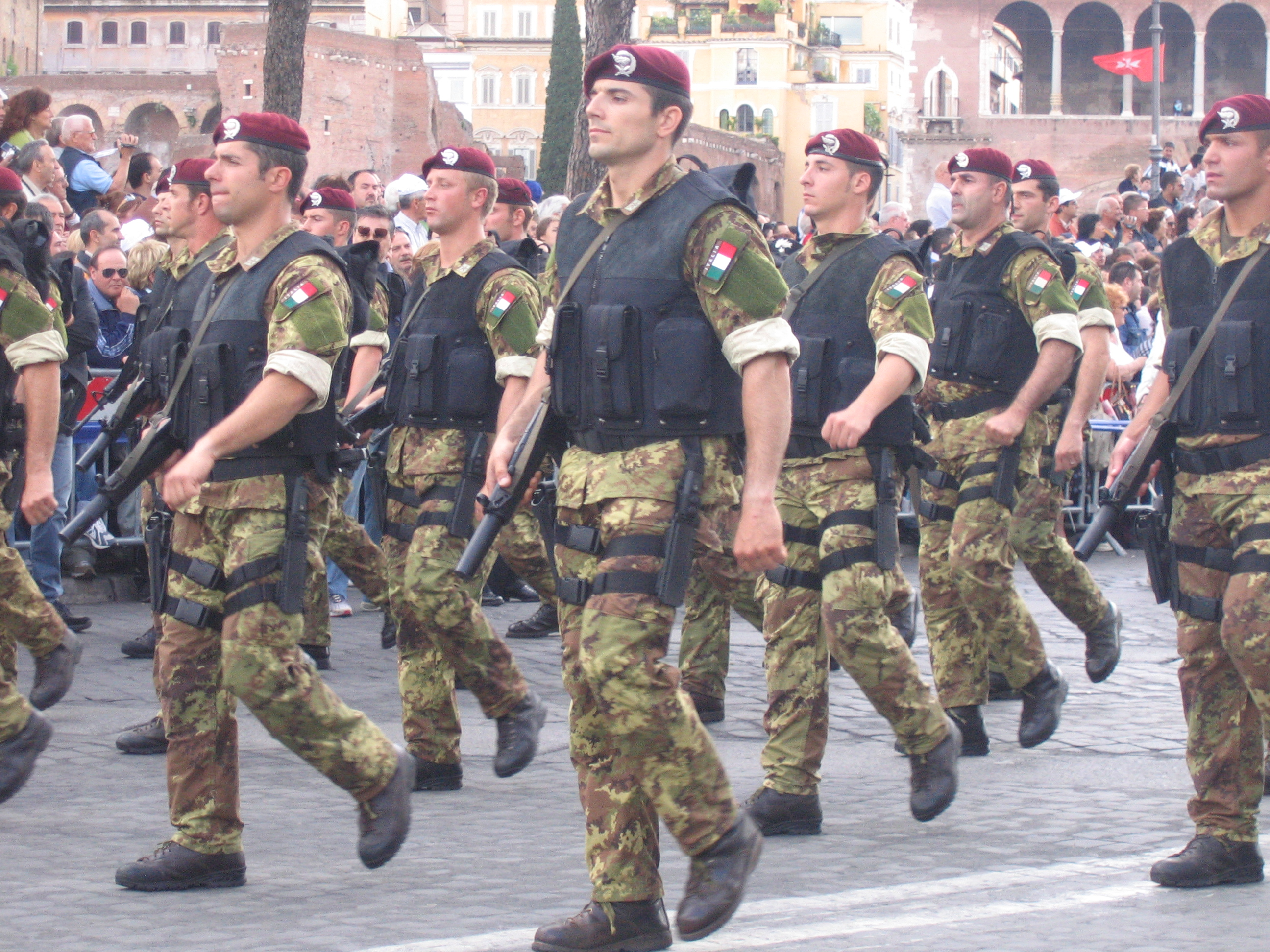
第9落下傘強襲連隊員

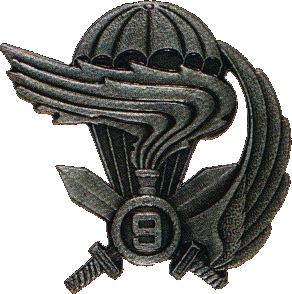
第9落下傘強襲連隊員のバッジ

第9連隊は、第一次世界大戦中に設置されたアルディーティ部隊、特に第9突撃隊（イタリア語: IX Reparto d'Assalto）の伝統を受け継いでいる。第9突撃隊はモンテ・グラッパでの強襲作戦に参加し、モスキン峠、デラベレッタ峠、アゾローネ峠のオーストリア軍陣地の突破に貢献した。現在も残るコル・モスキンすなわちモスキン峠という愛称は、この時の戦功に由来する。
1942年7月20日、サンタセベラにてアルディーティ連隊（イタリア語: Reggimento Arditi）が新設され、9月15日に第10アルディーティ連隊（イタリア語: X Reggimento Arditi）と改称された。この連隊は陸軍参謀本部作戦部直属とされ、特殊部隊員、落下傘兵、潜水兵、運転手といった人員が所属する4個大隊から成る。第4大隊は落下傘兵のみで構成されていた。チュニジア、アルジェリア、占領下のシチリア島での任務に参加し、1943年9月8日に解体された。サルデーニャ島に駐屯していた第1大隊は、1944年に第9突撃隊として再編され、連合国側に与するレニャーノ戦闘集団の一部としてイタリア解放戦争に参加した。1946年に解隊された後、1953年にチェザーノ歩兵学校にて中隊レベルで再建され、1954年6月1日に落下傘破壊工作隊（イタリア語: Reparto Sabotatori Paracadutisti）となる。1957年5月10日にピサの落下傘学校に移り、1961年9月25日には落下傘破壊工作大隊（イタリア語:  Battaglione Sabotatori Paracadutisti）となる。1975年10月1日、旧部隊の伝統を継いで、第9落下傘強襲大隊「コル・モスキン」（イタリア語: 9° Battaglione d'Assalto Paracadutisti "Col Moschin"）と改称された上、第10アルディーティ連隊の連隊旗を受け取った。1995年6月24日、第9落下傘強襲連隊「コル・モスキン」に改称。
第9落下傘強襲連隊は、海軍特殊部隊COMSUBINと共に国防省特殊作戦情報局（O.S.S.I）直轄の特殊部隊である。所属する隊員は全員が空挺降下技能を習得しており、また特殊部隊員としての技能練度維持の為に毎年技能検定を受けており、一定条件を下回る隊員は強制的に除隊させられる。
2009年現在、第9落下傘強襲連隊はアフガニスタンにて活動をしている。派遣されている連隊は、国際治安支援部隊（ISAF）司令官の直接指揮下にあり、様々な任務に就いている。
アフガニスタンでの具体的な活動として、アルカイダ・タリバン指導者の追跡、要人警護、夜間パトロールなどを行っている。

## 装備
- ベレッタM92
- FN Five-seveN
- H&K MP5
- H&K MP7
- FN P90
- M4カービン
- H&K HK416
- ベレッタAR70/90
- FN SCAR
- ベネリ M4 スーペル90
- H&K MSG90
- L96A1
- SAKO TRG
- バレットM82
- Mk48